# Digital Spy
Digital Spy, precedentemente digiNEWS, è un sito web britannico che si occupa di informazioni e novità sui media e l'intrattenimento, lanciato il 17 gennaio 1999.

## Storia
Il sito è stato lanciato il 17 gennaio 1999 con il nome digiNEWS, prima che i siti all'epoca membri del network digiNEWS si fondessero e Digital Spy Ltd. nascesse formalmente nel 2001. Il 9 aprile 2008 è stato annunciato che il sito è stato rilevato dalla casa editrice Hachette Filipacchi UK, una filiale della Lagardère Group per una somma "significativa".
Digital Spy ha una celebre sezione sulle soap opera e ogni anno a partire dal 2007 viene organizzato il Digital Spy Soap Awards, in cui vengono premiate le soap opera, gli interpreti e gli autori che si sono maggiormente distinti nel corso dell'anno.
Secondo le statistiche Alexa Internet, al febbraio 2011, Digital Spy è il novantatreesimo sito più popolare nel Regno Unito e in totale è alla posizione numero 2.088.